# Hermann tom Ring
Hermann tom Ring (* 2. Januar 1521 in Münster; † 18. Oktober 1596 ebenda) war ein Maler aus der Münsterländer Künstlerfamilie tom Ring.

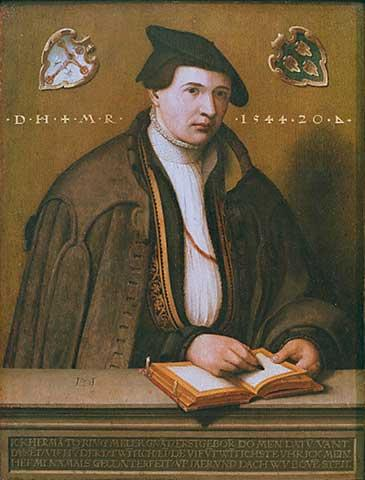
Selbstbildnis um 1544

## Leben
Hermann tom Ring wurde als zweiter Sohn von Ludger tom Ring in Münster geboren. Er war zunächst Geselle in den nördlichen Niederlanden und kam spätestens 1544 nach Münster zurück. Hier schuf er sein erstes Werk: das Selbstbildnis von 1544. All seine Werke waren für die katholischen Kirchen und die Stadt Münster bestimmt. Tom Ring war von 1556 an zweiter Leiter der Malervereinigung in Münster, von 1569 bis 1597 hatte er die Leitung inne.
Neben der Malerei entwarf tom Ring auch Epitaphe, Kaminstücke, Giebelseiten sowie Schnitzereien. Neben den Gemälden seiner Geschwister und Eltern (1547) und seiner eigenen Familie (1592) schuf er auch die Flügel des Hochaltars und die Gemälde der Evangelisten in der Überwasserkirche Münster.
Tom Ring starb am 18. Oktober 1596 in Münster.

## Werke (Auswahl)
- Bildnis des Johann Münstermann (1547; Münster, LWL-Landesmuseum für Kunst und Kulturgeschichte)
- Entwurf von Glasfenstern im Kloster Marienfeld (um 1550; heute im St.-Paulus-Dom zu Münster)
- Weltgericht (um 1555; Münster, LWL-Landesmuseum für Kunst und Kulturgeschichte)
- Bildnis des Goddert von Raesfeld (1566; Münster, LWL-Landesmuseum für Kunst und Kulturgeschichte)
- Entwurf eines Kupferstichs von Münster für Frans Hogenberg (1569)
- Folge von 14 (von einst 15) Sibyllen und Propheten (1570; Leihgabe der Bayerischen Staatsgemäldesammlungen München in der Domkammer in Münster)
- Holzvertäfelungen im Friedenssaal des Rathauses zu Münster (um 1577)
- Wandgemälde mit Kreuzigung (um 1590; Münster, St.-Paulus-Dom)
- Familienbild des Grafen Johann II. von Rietberg
- Weltgericht (um 1550; Utrecht, Museum Catharijneconvent)
- Tile III. von Vechelde und seine zweite Ehefrau Dorothea von Broitzem in Krakau (Wawel)
- Tile von Vechelde als Bürgermeister von Braunschweig, dat. 1593, in Berlin (Jagdschloss Grunewald)

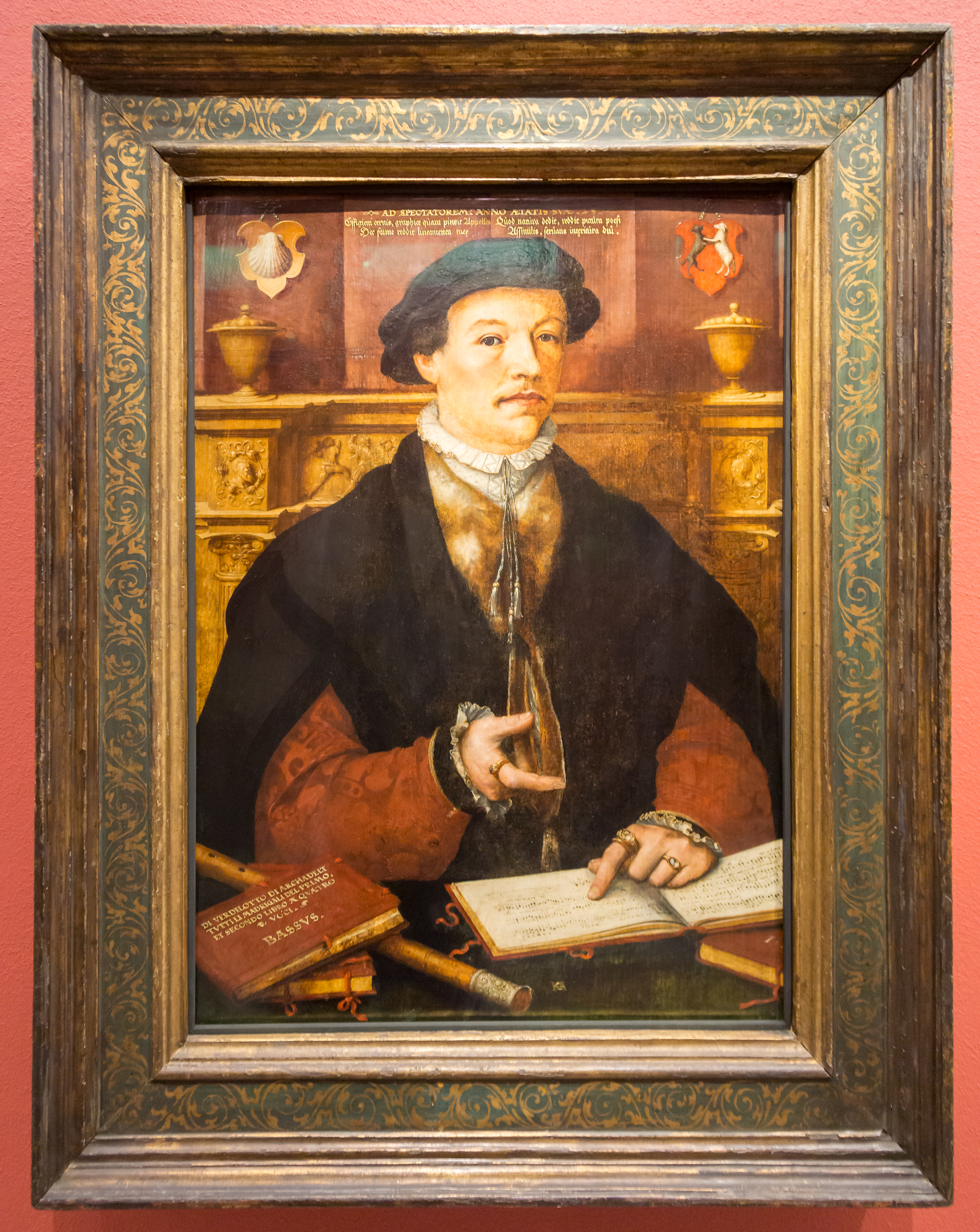
Bildnis des Johann Münstermann
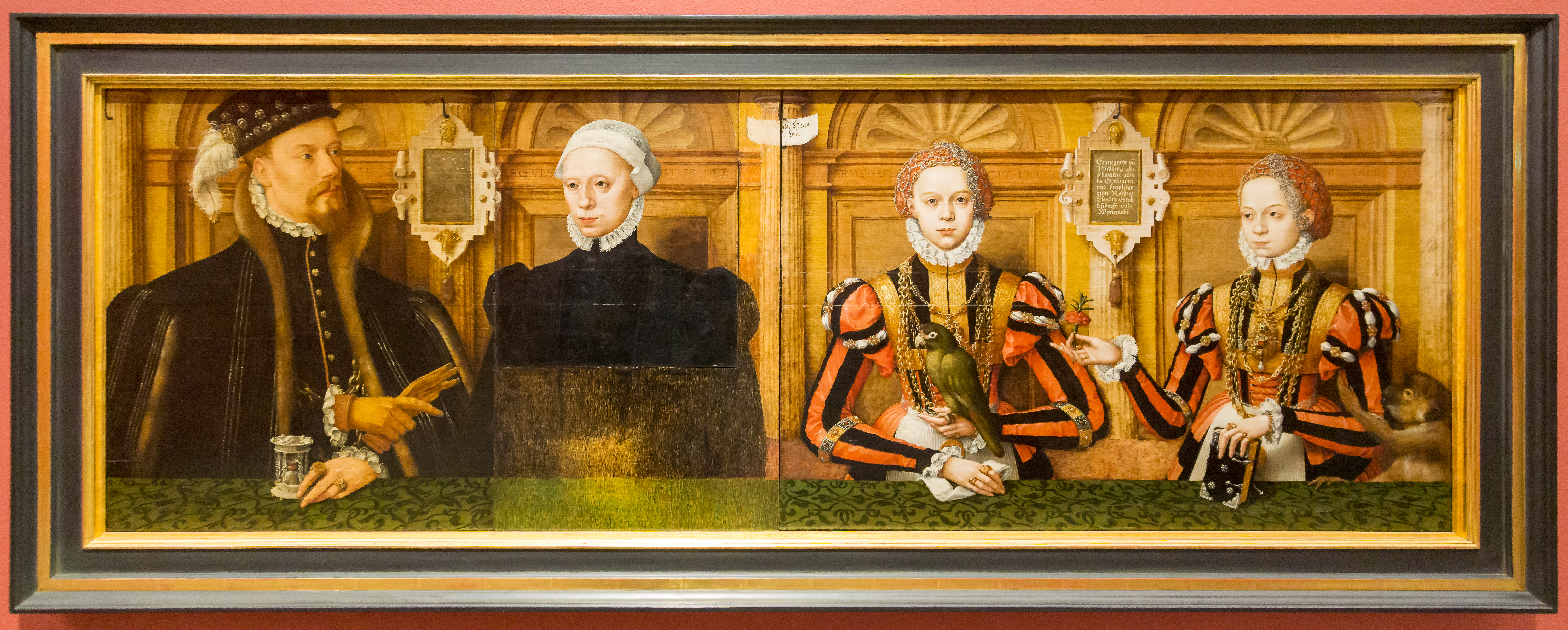
Familienbild des Grafen Johann II. von Rietberg
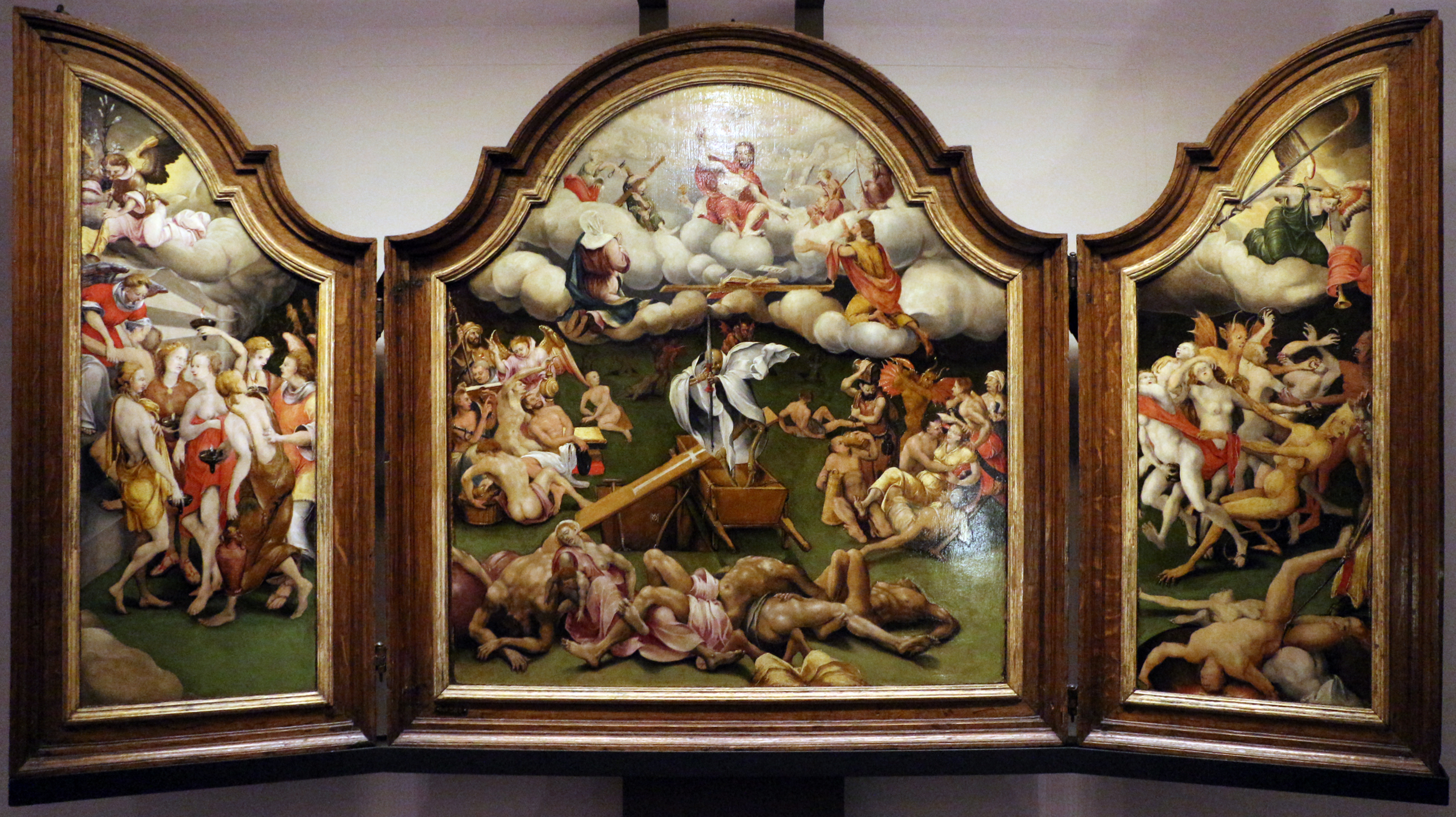
Weltgerichtstriptychon
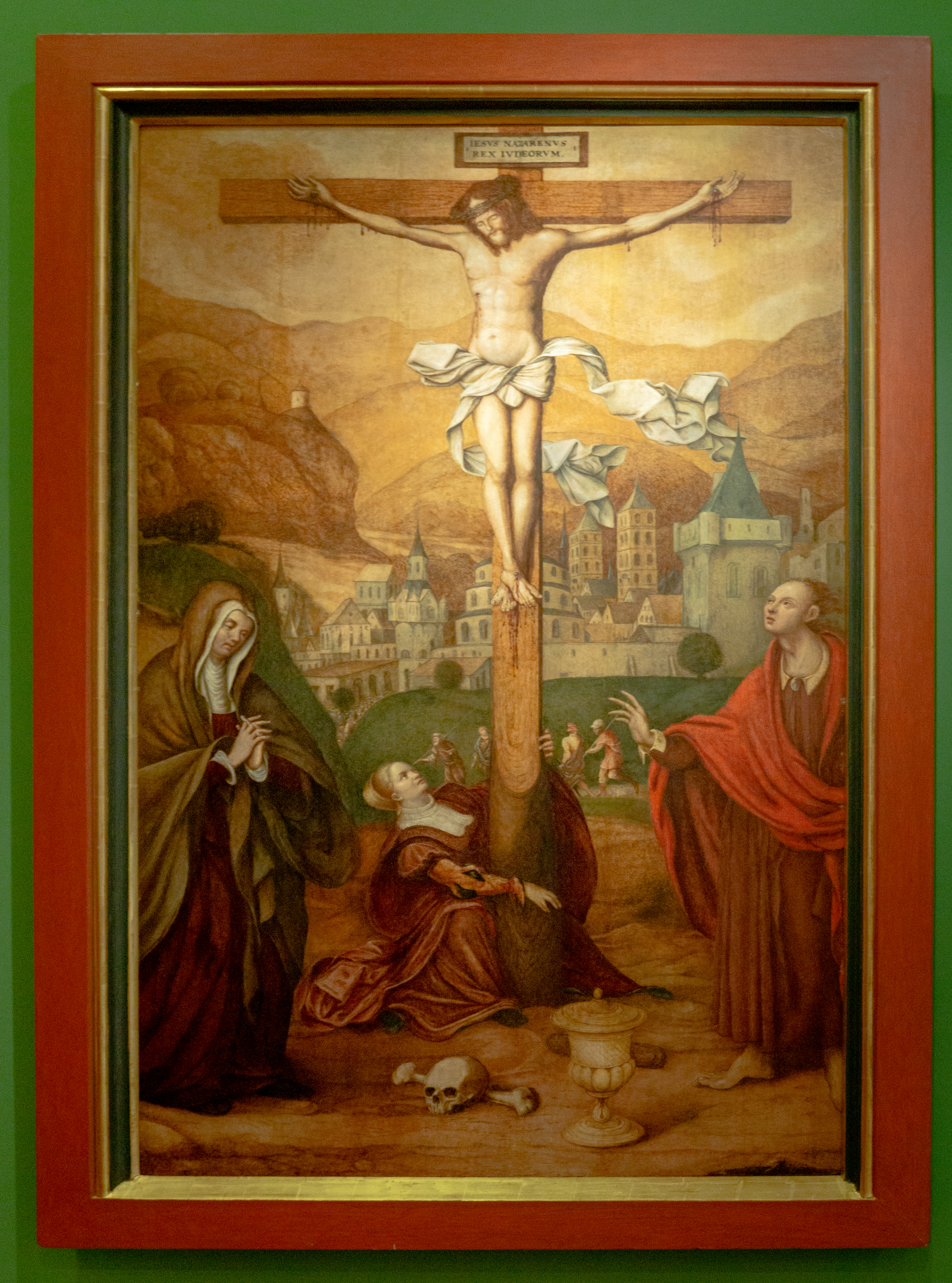
Christus am Kreuz, mit einer Ansicht Münsters
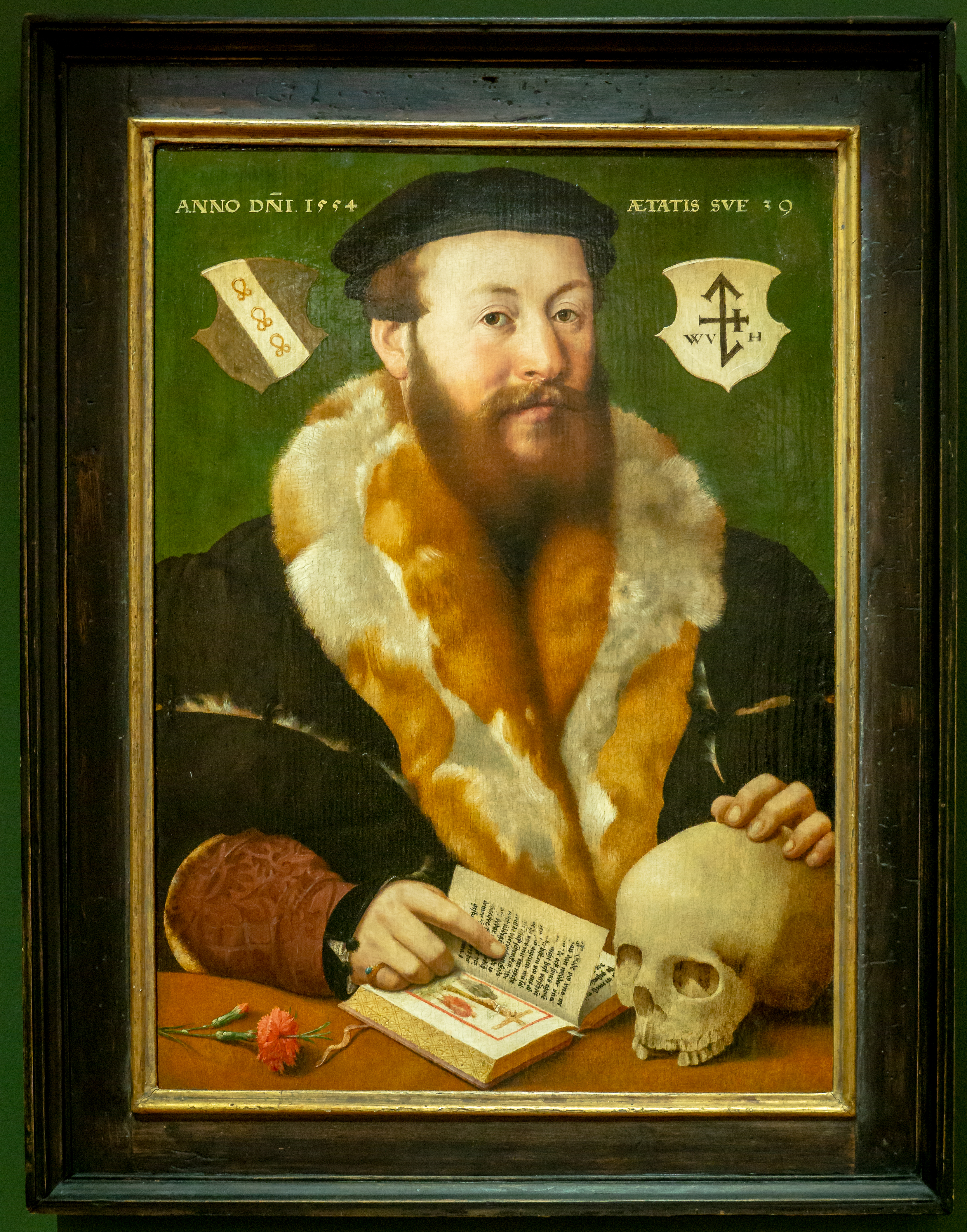
Porträt eines Herrn mit Schädel und Buch (Wilhelm von Oesen)